# Lijst van Malkaridae
De lijst van Malkaridae bevat alle wetenschappelijk beschreven soorten spinnen uit de familie van Malkaridae.

## Carathea
Carathea Moran, 1986
- Carathea miyali Moran, 1986
- Carathea parawea Moran, 1986

## Chilenodes
Chilenodes Platnick & Forster, 1987
- Chilenodes australis Platnick & Forster, 1987

## Malkara
Malkara Davies, 1980
- Malkara loricata Davies, 1980

## Perissopmeros
Perissopmeros Butler, 1932
- Perissopmeros arkana (Moran, 1986)
- Perissopmeros castaneous Butler, 1932
- Perissopmeros darwini Rix, Roberts & Harvey, 2009
- Perissopmeros foraminatus (Butler, 1929)
- Perissopmeros grayi (Moran, 1986)
- Perissopmeros mullawerringi (Moran, 1986)
- Perissopmeros quinguni (Moran, 1986)